# A far l'amore con te/E la notte è qui
A far l'amore con te/E la notte è qui pubblicato nel 1975 è un 45 giri della cantante italiana Iva Zanicchi.

## Tracce
Lato A
- A far l'amore con te - 3:33 - (Pace - Panzeri - Conte)

Lato B
- E la notte è qui - 2:34 - (sigla dello show televisivo "Tutt'an bot") (Carla Vistarini-Terzoli-Vaime-P. Calvi)